# Funivia dell'Etna
La funivia dell'Etna  è un impianto di trasporto a fune sito sul fianco meridionale del vulcano eponimo.

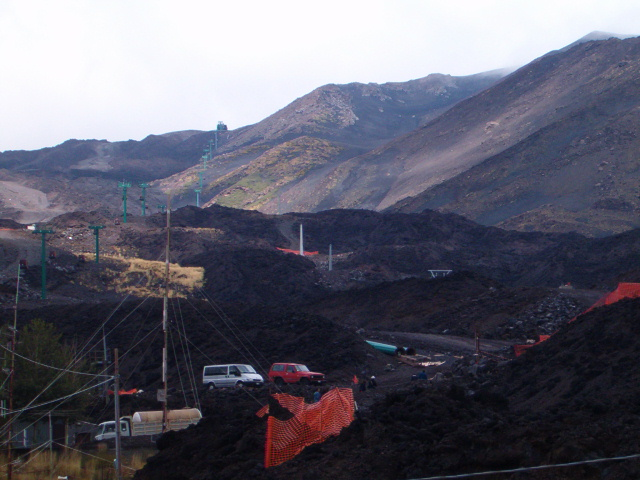
Gli impianti in corso di ripristino nel 2004

## Storia
La costruzione della funivia venne intrapresa alla fine degli anni cinquanta da una società costituita dal conte Dino Lora Totino, ingegnere e progettista di funivie, già realizzatore della funivia dei Ghiacciai sul Monte Bianco. La società assunse il nome di Società Industrie Turistico Alberghiere Siciliane (S.I.T.A.S.). Come punto di partenza venne scelto il piazzale a quota 1.900 sul quale insisteva già il rifugio Sapienza e quivi venne costruita la stazione di partenza con annessi locali di servizio e biglietteria. L'inaugurazione avvenne nel 1966.
L'impianto collegava quota 1.927 m s.l.m. con quota 2.930 con una stazione intermedia a 2.500 m. Rimase in funzione fino al 1971 quando una violenta eruzione attaccò e distrusse la stazione sommitale e la sezione più alta. L'eruzione del 1983 distrusse anche la stazione intermedia di quota 2.500.
Riattivata in tempi brevi (la sola sezione bassa di circa 2 km) con una nuova stazione terminale a 2.607 m venne nuovamente colpita dalla lava che nel 1985 ne distrusse la stazione sommitale.
Nel 1990 venne riaperta all'esercizio con una nuova stazione terminale a quota lievemente più bassa (2.495 m); vennero nel frattempo adeguate le caratteristiche tecniche con nuovi impianti. L'eruzione violenta del 2001 ne distrusse nuovamente il terminale alto e danneggiò buona parte del percorso minacciando anche la stazione bassa di partenza. Nell'ottobre del 2002 la stazione alta venne demolita.
Dopo alcuni anni di inattività vennero ripresi i lavori di ricostruzione ex novo con nuovo tipo di cabine e di tecnologia portando alla sua riapertura nell'agosto del 2004 con nuova stazione di arrivo a quota 2.504 m.

## Caratteristiche
Il primo impianto era del tipo bifune ad ammorsamento fisso, con 24 cabine in linea da 6 posti di tipo similare a quello della funivia Aiguille du Midi - Punta Helbronner. Il percorso era costituito da due tratte rispettivamente di 2.067 m e di 2.110 m con partenza da quota 1.927 m, stazione intermedia a 2.500 m e stazione terminale a 2.930 m. 
Dopo la distruzione del 1971 il secondo tratto non è stato più ricostruito.
L'impianto attuale è del tipo cabinovia monofune con ammorsamento automatico. Le cabine, di design Pininfarina, sono 72. La lunghezza è di circa 2 km con 20 piloni intermedi.